# 班加烏帕齊拉
班加乌帕齐拉是孟加拉国福里德布爾縣的一个乌帕齐拉，位於達卡专区的福里德布爾縣。。

## 人口
據1991年孟加拉國人口普查，班加共有戶數41,462戶，人口214702人。其中男性佔比50.23%，女性佔比49.77%；成年人口105,762人。該地7歲以上人口之平均識字率為25.7%，低於全國平均值（32.4%）。